# Battotai

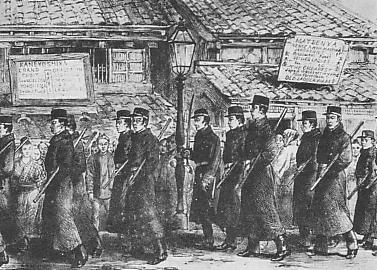
Les Battōtai

Les Battōtai (抜刀隊, régiment de sabres dégainés) étaient une escouade spéciale de la police formée au Japon par le gouvernement Meiji en 1877 lors de la rébellion de Satsuma,. Le détachement était armé de sabres japonais. Les membres de Battotai ont vaincu les rebelles lors de la bataille de Tabaruzaka. Leur succès au combat au sabre a suscité un regain d'intérêt pour l'art du kenjutsu, qui avait été abandonné après la restauration Meiji, et, par conséquent, la formation du kendo moderne,,,,.

## Histoire
Pendant le siège de plusieurs jours des forces gouvernementales à Tabaruzaka, où les rebelles de Saigo Takamori étaient retranchés, il s'est avéré que les troupes subissaient de lourds dommages face aux attaques des rebelles en combat rapproché. Cela s'explique par le fait que la plupart des forces gouvernementales étaient composées de « gens du peuple », de paysans et de citadins qui n'avaient jamais appris à se battre au sabre. Dans un combat au sabre avec les samouraïs Saigo, ils mouraient invariablement. Pour changer la situation, le commandement de la police, qui comptait de nombreux samouraïs, proposa au commandant de l'armée, Yamagata Aritomo, de recruter une escouade distincte de sabreurs compétents. Yamagata donna son accord et un détachement de cent personnes fut recruté.
Le 14 mars 1877, Battotai, sur ordre du commandement, attaqua le mont Tabaruzaka. Après deux jours de bataille avec les rebelles de Satsuma, le détachement subit de lourdes pertes : 25 morts et 54 blessés. Malgré le fait que le sabre à la fin du XIXe siècle était considéré comme une arme obsolète depuis longtemps, Battotai a ravivé l'intérêt pour le Kenjutsu japonais, qui avait été abandonné après la défaite du shogunat. Le plus grand partisan de la renaissance du kenjutsu fut le « père de la police japonaise » Kawaji Toshiyoshi. Il publia l'ouvrage Sur la question de la restauration de l'escrime (japonais : 撃剣再興論 Gekiken saikō-ron), et en 1879, le département de la police commença à engager des instructeurs pour former leurs officiers à l'escrime.